# Ramal F17 del Ferrocarril Belgrano
El Ramal F17 pertenecía al Ferrocarril General Belgrano, Argentina.

## Ubicación
Se hallaba en la provincia del Chaco dentro del Departamento Tapenagá.

## Características
Era un ramal secundario de la red de vía estrecha del Ferrocarril General Belgrano, cuya extensión era de 30 km entre Horquilla y Oetling. Fue abierto al tránsito el 10 de noviembre de 1911 por el Ferrocarril Provincial de Santa Fe. Sus vías y durmientes se encuentran abandonadas y en ruinas.